# Cyrtopogon lyratus
Cyrtopogon lyratus là một loài ruồi trong họ Asilidae. Cyrtopogon lyratus được Osten-Sacken miêu tả năm 1878. Loài này phân bố ở vùng Tân Bắc giới.